# Jan Woppowa
Jan Woppowa (* 22. Mai 1974 in Kassel) ist ein deutscher römisch-katholischer Theologe.

## Leben
Nach dem Abitur 1993 leistete er von 1993 bis 1994 den Zivildienst im Katholischen Jugendbildungsreferat in der Region Nord des Bistums Fulda, Kassel. Von 1994 bis 2000 studierte er katholische Theologie, Mathematik und Erziehungswissenschaften für das Lehramt SI/II an der Universität Bonn; Erstes Staatsexamen. 2001 und 2003 hatte er Forschungsaufenthalte an der Hebräischen Universität Jerusalem. Von 2000 bis 2002 war er wissenschaftlicher Mitarbeiter im Sonderforschungsbereich „Judentum – Christentum“ an der Universität Bonn im Teilprojekt B5 „Sprache und Bildung. Deutsch-jüdische Autoren im Gespräch mit christlicher Religionspädagogik“ bei Gottfried Bitter. Von 2001 bis 2005 war er wissenschaftlicher Mitarbeiter/Lehrstuhlassistent am Seminar für Religionspädagogik und Homiletik an der Katholisch-Theologischen Fakultät in Bonn. 2005 hatte er einen Lehrauftrag für Religionspädagogik an der Universität Siegen. Nach der Promotion 2005 zum Dr. theol. absolvierte er von 2005 bis 2007 das Referendariat für das Lehramt an Gymnasien; Zweites Staatsexamen. Von 2007 bis 2009 war er Studienrat für Mathematik und Katholische Religion an der Marienschule der Ursulinen. Von 2008 bis 2009 hatte er einen Lehrauftrag für Praktische Theologie/Religionspädagogik an der Universität Paderborn. Von 2009 bis 2013 war er Referent für Religionspädagogik und Religionslehrerfortbildung in den Schulabteilungen des Bischöflich Münsterschen Offizialats in Vechta und des Bischöflichen Generalvikariats im Bistum Osnabrück. Von 2013 bis 2015 war er gewähltes Bundesvorstandsmitglied im Deutschen Katecheten-Verein. Von 2013 bis 2016 war er beratendes Mitglied im Vorstand der Arbeitsgemeinschaft Katholische Religionspädagogik und Katechetik (AKRK). Seit 2013 lehrt er als Professor für Religionsdidaktik am Institut für Katholische Theologie an der Kulturwissenschaftlichen Fakultät in Paderborn.

## Schriften
- mit Carsten Gennerich und David Käbisch (2021): Konfessionelle Kooperation und Multiperspektivität: empirische Einblicke in den Religionsunterricht an Gesamtschulen. Stuttgart: Kohlhammer, ISBN 978-3-17-040052-8.